# Sabine Petzl
Sabine Petzl (* 9. srpna 1965, Vídeň) je rakouská herečka a moderátorka.

## Život
Sabine Petzl vyrůstala v Dolním Rakousku v Perchtoldsdorfu. Absolvovala Univerzitu hudebních a dramatických umění ve Vídni, Moderatorenschule Logo ve Frankfurtu nad Mohanem a Hollywood Acting Workshop v Los Angeles. V roce 1989 pracovala jako letuška u společnosti Lauda Air. Od roku 2014 je také vystudovanou cvičitelkou komunikace.
Její první divadelní angažmá bylo na letních slavnostech ve Stadttheater Berndorf pod vedením Felixe Dvoraka. V roce 1991 se stala programovou hlasatelkou na ORF a v roce 1994 obdržela cenu Romy v kategorii Nejoblíbenější hlasatelka. Její nejznámější televizní role je pilotka Biggi Schwerin v seriálu Medicopter 117. Kromě toho vystupovala také v seriálech Komisař Rex nebo Pobřežní stráž. Vedle toho také stále hraje v divadle a pořádá svůj pravidelný dětský program KIBUKI (Kinderbuchkino), se kterým vystupuje v Rakousku a v Německu. V roce 2015 se nechala vyfotit pro německý Playboy a v roce 2016 se zúčastnila soutěže Dancing Stars, kde se se svým tanečním partnerem Thomasem Kramlem umístila na 4. místě.
Sabine Petzl byla čtyřikrát vdaná a má syna Saschu, se kterým se v roce 2014 přestěhovala do Salcburku. Od roku 2020 žije opět v Dolním Rakousku.

## Televize
- 1994: Komisař Rex – Elizabeth Böhm
- 1998: Medicopter 117 – Biggi Schwerin
- 1998: Siska – manželka Petera Sisky
- 2007: Pobřežní stráž – Saskia Berg

## Divadelní angažmá
- 1993/94: Divadelní slavnosti v Berndorfu
- 1998: Theater Drachengasse, Vídeň
- 2002: Theater in der Josefstadt, Vídeň
- 2003: Letní divadelní slavnosti v Mödlingu